# 熱插拔
熱插拔（英文：或），又稱熱抽換，即“帶電插拔”，指可以在電腦運作時插上或拔除硬體。配合適當的軟體，便可以在不用關閉電源的情況下插入或拔除支援熱插拔的周邊裝置，不會導致主機或周邊裝置燒毀，並且能夠即時偵測及使用新的裝置。相比隨插即用（Plug-and-Play），熱插拔對軟硬體的要求還包含了電源、信號與接地線的接觸順序。

## 例子
支持：
- ExpressCard
- PCMCIA
- USB
- 光纖通道
- SATA（可選支持熱插拔）
- IEEE 1394/FireWire
- Thunderbolt
- SCSI
- 串列SCSI （SAS)
- PS/2接口（需要重启）

不支持：
- IDE
- AGP